# Света Параскева (Лъгадина)
Вижте пояснителната страница за други значения на Света Параскева.
„Света Параскева“ (на гръцки: Ιερός Ναός Αγίας Παρασκευής) е православна църква в солунското градче Лъгадина (Лангадас), Гърция, катедрален храм на Лъгадинската, Литийска и Рендинска епархия.
Храмът е изграден в центъра на града през 1934 година на основите на по-ранна едноименна църква от 1860 година, разрушена в началото на 20-те години на XX век. В архитектурно отношение е византийски кръстокуполен храм.
В интериора са запазени 105 преносими икони, датиращи от XVIII (1790), XIX (1849, 1868, 1882, 1892) и XX век (1902), част от които дело на видни възрожденски зографи от Кулакийската художествена школа. Запазено е и разпятието на стария иконостас, както и други две части от него със Светите Апостоли, две литийни хоругви, 47 литургийни обекта, както и 48 старопечатни и ръкописни книги, като се открояват две евангелия от 1768 и 1791 г. и ръкописна служба на Света Кирана с приписка от 1819 година.
- Икони от храма
- „Св. св. Константин и Елена“ на Константинос Ламбу, 59 Χ 112 Χ 2.
 ΚΩΝCΤΑΝΤΙΝΟC Καὶ ΕΛΕΝΗC Διά χειρός Κωνσταντίνου / Λάμπρου Κολακιᾱ / 1854
- „Света Параскева“ на Стефанос Пантазис, 48,5 Χ 106,5 Χ 2,5.
 Ι ΑΓΙΑ ΠΑ ΡΑΣΚΕΒΗ / η οσιουμάρτηρας
 Δέησις του δούλου του Θεού / Ιωάννου πρ# Γεωργίου [...]
 χίρ στεφάνου παντα/ζή 1850 Ιουν[ιου]. На сребърния обков пише: Ν. Πολυζόπουλου 1918
- „Свети Николай на трон“ на Маргаритис Ламбу, 49 Χ 103,5 Χ 2,5.
 Ο ΑΓΙΟC ΝΙΚΟΛΑΟς ·
: 1851 · 
διὰ χειρός μαργαρὴτι λᾱμπου ἐκ κολακιᾱς
- „Света Богородица на трон с детето Иисус“ на Маргаритис Ламбу, 54,5 Χ 107,5 Χ 2.
 ·: ΜΗ(ΤΗ)Ρ : Θ(ΕΟ)V :·
 Διὰ χειρός, μαργαρήτη λάμπου / ἐκ κολακιᾱς.
 Δέησις τῶν δούλων τοῡ θεοῡ, Δημητρίου Στέριω, / ἰωάνου κ(αι) τῶν τέκνων, κωνσταντίνου, δήμω, ἀθανάσι / κ(αι) στέριω.
- „Свети Димитър“ на Атанасиос Маргаритис, 53,5 Χ 104 Χ 2
 Ο ΑΓΙΟς ΔΗΜΗΤΡ/[ιος] · 1851 · / Δέησις τῶν δούλων [τοῡ] θεοῡ / δημητρίου μπόσκου, κ(αι) νακου · ἅγγελε. διὰ χειρός ἀθανασίου : / μαργαρήτη, ἐκ κολακιᾱς
- „Свети Георги“ на Авраам Папандреу, 46 Χ 91 Χ 3.
 Ο ΑΓΙΟC ΓΕΩΡΓΙΟς αωϞθ [= 1899] διὰ χειρὸς Ἀβραάμ τοῡ / πα# Ἀνδρέου